# Sacra Famiglia Panciatichi
La Sacra Famiglia Panciatichi è un dipinto a olio su tavola (117x93 cm) di Agnolo Bronzino, databile al 1541 e conservato nella Galleria degli Uffizi di Firenze. È firmato sulla pietra vicina ai piedi del Bambino.

## Storia
L'opera è forse uno dei due "quadri grandi di Nostre Donne con altre figure, belli a meraviglia" citati da Vasari per Bartolomeo Panciatichi, Cameriere di Cosimo I de' Medici. Pochi anni dopo Vincenzo Borghini pure ricordò in casa Panciatichi "due quadri della Vergine gloriosa con altre figure bellissime".
Che l'opera degli Uffizi sia una di queste è chiarito senza dubbio dalla presenza dello stemma familiare sventolante sul torrione nello sfondo. Più complesso è stabilire la datazione, anche se oggi è abbastanza radicata l'idea che sia vicina agli altri due lavori eseguiti per tale famiglia dall'artista, il Ritratto di Lucrezia e quello di Bartolomeo Panciatichi, con l'occasione della nomina, nel 1541, del Panciatichi nell'Accademia fiorentina.
L'opera è documentata nella Tribuna dal 1704, da cui è stata spostata nel 2010 nell'ambito del riordino dei "Nuovi Uffizi".
Disegni preparatori si trovano nel Gabinetto dei Disegni e delle Stampe (n. 6639F0) e, con varianti, nella collezione Phillips a Londra.

## Descrizione e stile

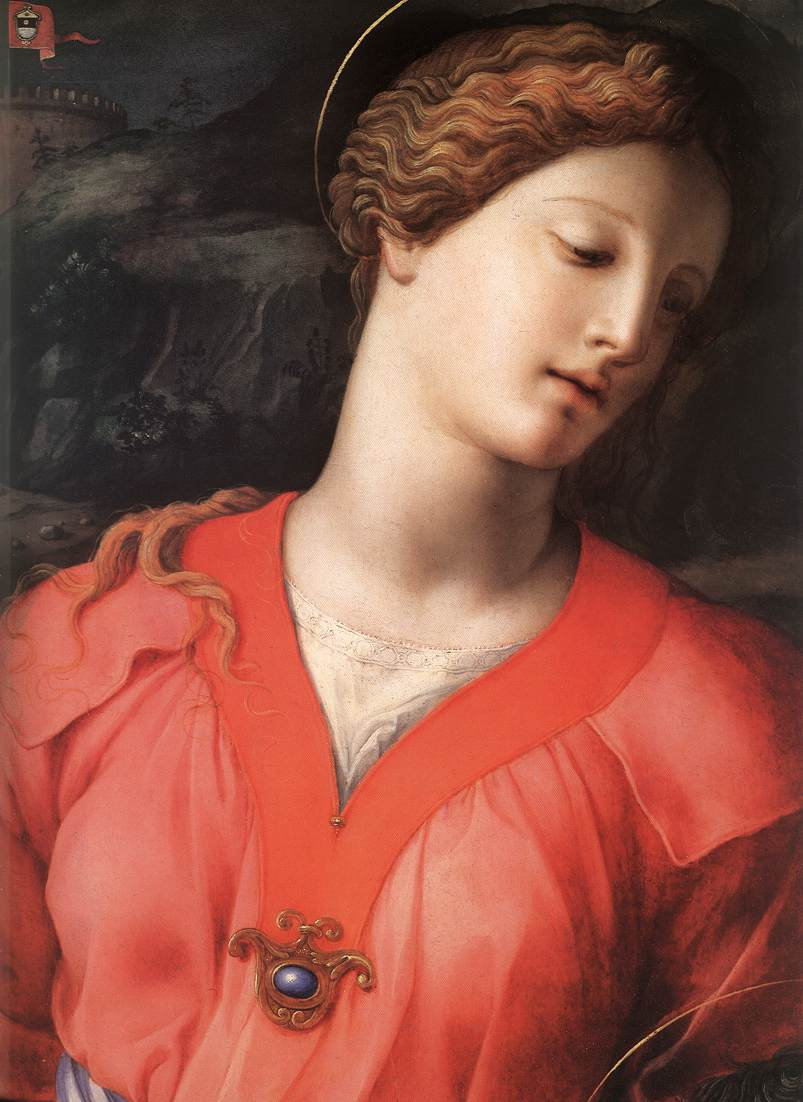
Dettaglio

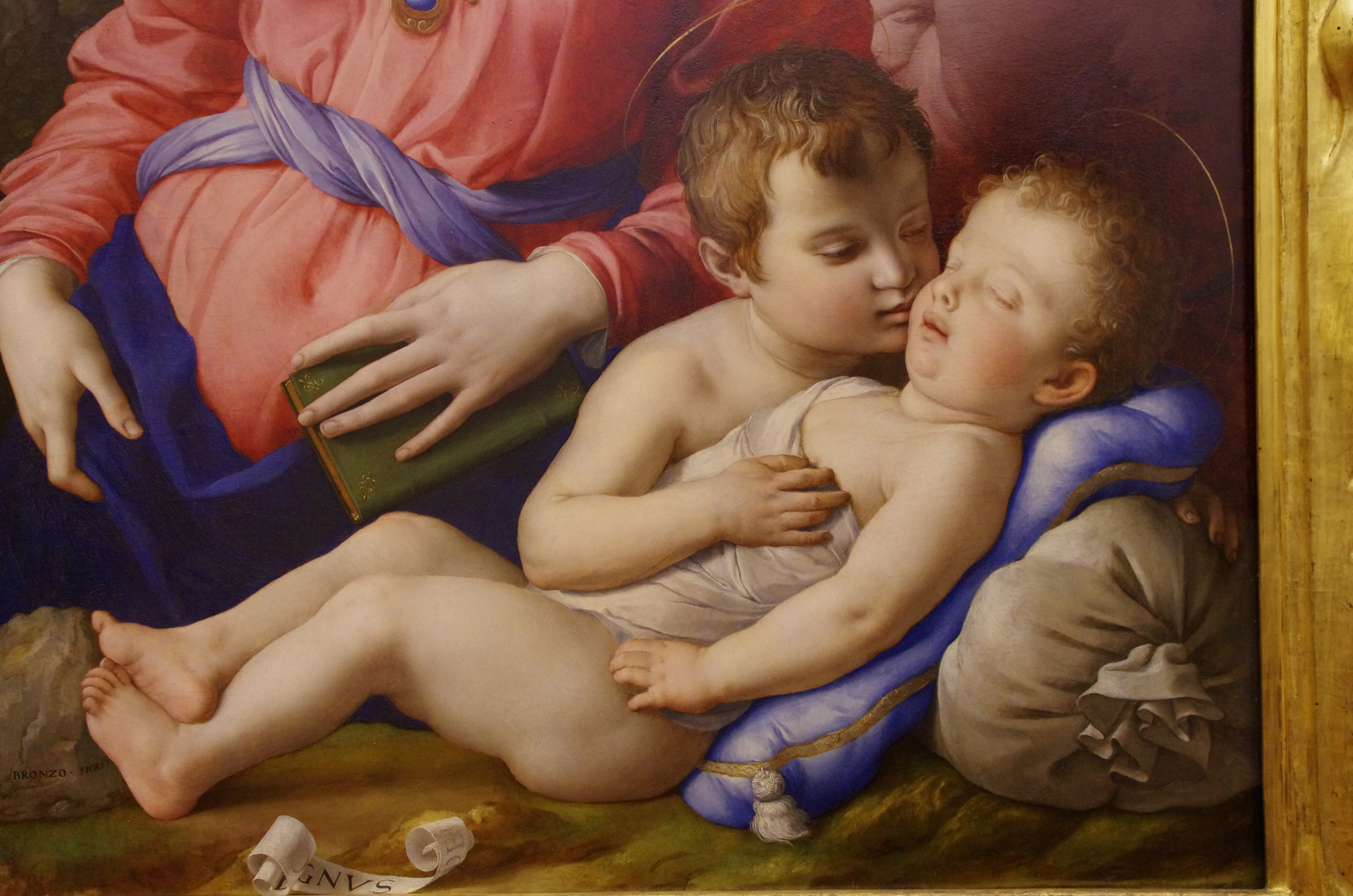
Dettaglio

In uno sfondo scuro, di rocce su cui spuntano torrioni sotto un cielo plumbeo, la Sacra Famiglia con san Giovannino è raffigurata in primo piano, col Bambino dormiente collocato in parallelo al bordo della tavola, adagiato su un cuscino e un sacco che alludono al tema del Riposo durante la fuga in Egitto. Il paffuto Cristo, così pallido e abbandonato, sembra dare un presagio della sua morte e a niente serve il bacio e l'abbraccio del piccolo san Giovanni per risvegliarlo. Da dietro si affacciano una scultorea Madonna, distesa a mezza figura, e un giovane san Giuseppe, barbuto e attento alla scena principale. Una luce fredda e forte colpisce le figure in primo piano, mentre lascia in ombra lo sfondo. Si accendono così i colori della veste di Maria, di un rosso carminio acceso, della sua cinta e del cuscino, di un azzurro violaceo.
Maria ha una capigliatura raccolta e ondeggiata che ricorda quella di Lucrezia Panciatichi, sebbene qualche ciocca libera spunti sopra la spalla. I lineamenti, sebbene omaggino vagamente quelli della moglie del committente, richiamano con maggior forza quelli di una Venere classica, con un incarnato particolarmente chiaro e levigato che assomiglia più al marmo che alla carne. Essa porta un'elegante spilla al centro del petto.
Leggeri fili d'oro formano le aureole. In basso il cartiglio, leggibile anche da rovescio, mostra la tipica frase del Battista, "Ecce Agnus Dei".
In generale l'opera è vista come uno dei vertici dell'arte del Bronzino, con un disegno di grande eleganza e bellezza e una perfetta padronanza del colore, della luce e delle forme, astratte quanto basta per ottenere effetti di grande raffinatezza.